# أنتوني كولمان
أنتوني كولمان (بالإنجليزية: Anthony Coleman)‏ هو ملحن وعازف بيانو أمريكي، ولد في 30 أغسطس 1955 في نيويورك في الولايات المتحدة.

## وصلات خارجية
- أنتوني كولمان على موقع ميوزك برينز (الإنجليزية)
- أنتوني كولمان على موقع أول ميوزيك (الإنجليزية)
- أنتوني كولمان على موقع ديسكوغز (الإنجليزية)